# Rodrigo Castro
Rodrigo Castro (Belo Horizonte, 1978. december 21. –) brazil úszó. Szülővárosában, a Minas Tênis Clube-ban úszott. Sorozatban három olimpián vett részt (2000, 2004, 2008). 2012-ben jelentette be, hogy visszavonul.